# Patto di Brunnen
Il Patto di Brunnen (Bund von Brunnen) fu un accordo diplomatico tra i cantoni svizzeri di Uri, Svitto e Untervaldo, firmato a Brunnen, il 9 dicembre 1315.
I rappresentanti dei quattro territori (Untervaldo era composta dal canton Obvaldo e dal canton Nidvaldo) si riunirono a Brunnen in seguito alla vittoria nella battaglia di Morgarten del mese precedente, per rinnovare l'accordo di mutua assistenza militare. Nel 1318, Leopoldo I duca d'Austria firmò una tregua con la Confederazione. Secondo lo storico Aegidius Tschudi, il patto di Brunnen evidenziava la volontà di rendere quella che era stata sostanzialmente una semplice alleanza una vera e propria confederazione, dando inizio all'espansione della vecchia Confederazione Svizzera, con l'adesione al patto di Lucerna nel 1332, Zurigo nel 1351, Glarona e Zugo nel 1352 e di Berna nel 1353 .
Sebbene in precedenza ci furono dei simili trattati, la novità in quello di Brunnen fu il fatto di essere il primo formulato in lingua alto-tedesca media invece che in latino. Il patto di Brunnen fu a lungo considerato come l'atto di fondazione della Vecchia Confederazione fino a quando non venne sorpassato come importanza dal Patto eterno confederale del 1291.